# Eugen Gebeschus
Karl Georg August Eugen Gebeschus (* 12. Dezember 1855 in Demmin; † 11. November 1936 in Hanau) war ein deutscher Jurist, Bürgermeister von Höchst am Main, Oberbürgermeister von Hanau und Mitglied der preußischen Landesversammlung.

## Familie
Eugen Gebeschus war ein Sohn des früheren Pölitzer Bürgermeisters Albert Erdmann Gebeschus und Bruder der Musikpädagogin Ida Gebeschus. Als Hauslehrer lernte er 1873 seine spätere Frau, Julie Schweickhardt (* 8. Mai 1860 in Tübingen; † 6. Juli 1931 in Hanau), Schwester des Reichstagsabgeordneten Heinrich Schweickhardt, kennen. Sie heirateten am 18. Februar 1884. Die Kinder der beiden waren Leni (* 9. Dezember 1884 – ausgewandert in die USA), Rudolf (* 10. April 1887; † 28. Januar 1918 als Kommandant des Unterseebootes UB 63 bei dessen Versenkung vor Schottland) und Kurt (* 1. März 1889). Zum persönlichen Bekanntenkreis des Ehepaars Gebeschus gehörten u. a. die Unternehmer Fritz Canthal und Wilhelm Heraeus, Admiral Reinhard Scheer, Generalleutnant Hans Walter und Felix Graf von Luckner.

## Leben und Werdegang
Gebeschus studierte zunächst an der Universität Tübingen Rechtswissenschaft und war anschließend dort in einer Tübinger Rechtsanwaltskanzlei tätig. Dann wechselte er zur Universität Greifswald, wo er weiter Rechts- und Staatswissenschaften studierte und das Assessorexamen ablegte. Eugen Gebeschus wurde zum Dr. iur. promoviert und zog danach nach Sankt Goarshausen, wo er als Rechtsanwalt und Notar tätig war.
1888 wurde er erster hauptamtlicher Bürgermeister der damals selbständigen Stadt Höchst am Main; das Amt bekleidete er bis 1893. Im Jahr 1885 wurde er Mitglied im Freimaurerbund und in die Bad Kreuznacher Loge Vereinigte Freunde an der Nahe aufgenommen. Ab 1890 war er Mitglied der Frankfurter Freimaurerloge Zur Einigkeit. Ab 1895 war er Mitglied der Hanauer Loge Braunfels zur Beharrlichkeit.
Ab 1893 war er bis 1916 Oberbürgermeister von Hanau. Während seiner Amtszeit wurde die städtische Kanalisation erweitert und die Wasserwerke I und II errichtet. Weiterhin wurden neue Gaswerke gebaut. Außerdem erfolgten der Bau des Landgerichtes, des Landratsamtes und des Schlachthofes sowie 1908 die Inbetriebnahme der Straßenbahn. 1907 wurde Kesselstadt nach Hanau eingemeindet und 1910 in Hanau-Lamboy Kasernen errichtet, die preußische Eisenbahnregimenter beherbergten. Zu den Projekten, die er nicht mehr verwirklichen konnte, gehörte aufgrund des Ausbruchs des Ersten Weltkriegs der Mainhafen Hanau.
1916 schied er aus Gesundheitsgründen aus seinem Amt aus. Noch im gleichen Jahr verlieh ihm die Stadt Hanau die Ehrenbürgerschaft. 1919 war er für die DNVP Mitglied der verfassungsgebenden preußischen Landesversammlung.

## Ehrungen
- Anlässlich seines 70. Geburtstags wurde 1925 die 1912 in Lamboy eröffnete Bezirksschule V nach ihm benannt. In Höchst erinnert die Gebeschusstraße an ihn.
- Zu seinem 90. Todestag wurden 2016 im Stadtladen des Rathauses am Marktplatz Hanau verschiedene Exponate im Rahmen einer Tafelausstellung gezeigt.[7]